# Gálbejávrre
Gálbejávrre är en sjö i Jokkmokks kommun i Lappland och ingår i Luleälvens huvudavrinningsområde. Sjön har en area på 4,8 kvadratkilometer och ligger 734 meter över havet. Sjön avvattnas av vattendraget Sieberjåhkå.
Sjöns västra strand utgör gräns mot nationalparken Padjelanta.
På Generalstabskartan från 1890 heter sjön Nuortas Rättjaure. Senare ändrades namnet till Kalpejaure och slutligen det lulesamiska Gálbejávrre.

## Delavrinningsområde
Gálbejávrre ingår i det delavrinningsområde (751346-154238) som SMHI kallar för Utloppet av Kalpejaure. Medelhöjden är 807 meter över havet och ytan är 29,28 kvadratkilometer. Räknas de 4 avrinningsområdena uppströms in blir den ackumulerade arean 43,75 kvadratkilometer. Sieberjåhkå som avvattnar avrinningsområdet har biflödesordning 3, vilket innebär att vattnet flödar genom totalt 3 vattendrag (Vuojatädno, Stora Luleälv, Luleälven) innan det når havet efter 397 kilometer. Avrinningsområdet består mestadels av kalfjäll (83 procent). Avrinningsområdet har 5,1 kvadratkilometer vattenytor vilket ger det en sjöprocent på 17,4 procent.